# Oglala
Oglala – Indianie Ameryki Północnej; jedno z siedmiu plemion ludu Lakotów, które – wraz z Nakotami i Dakotami – tworzyły tzw. Wielki Naród Siuksów (ang. Great Sioux Nation). 

## Lokalizacja
Większość Oglalów mieszka w rezerwacie Pine Ridge w Południowej Dakocie.